# Velika špilja kod Neorića
Velika špilja kod Neorića este o arie protejată (sit de importanță comunitară — SCI) din Croația întinsă pe o suprafață de 0,78 ha, integral pe uscat.

## Localizare
Centrul sitului Velika špilja kod Neorića este situat la coordonatele 43°41′10″N 16°33′12″E / 43.686104°N 16.553347°E.

## Înființare
Situl Velika špilja kod Neorića a fost declarat sit de importanță comunitară în iulie 2013 pentru a proteja un număr necunoscut de specii din flora spontană și fauna sălbatică aflate în arealul zonei.

## Biodiversitate
Situată în ecoregiunea mediteraneană, aria protejată conține 1 habitat natural: Peșteri inaccesibile publicului.
La baza desemnării sitului se află un număr nedeclarat de specii protejate.